# Lasiopogon terneicus
Lasiopogon terneicus är en tvåvingeart som beskrevs av Pavel Lehr 1984. Lasiopogon terneicus ingår i släktet Lasiopogon och familjen rovflugor. Inga underarter finns listade i Catalogue of Life.